# Aurora (schip, 2000)

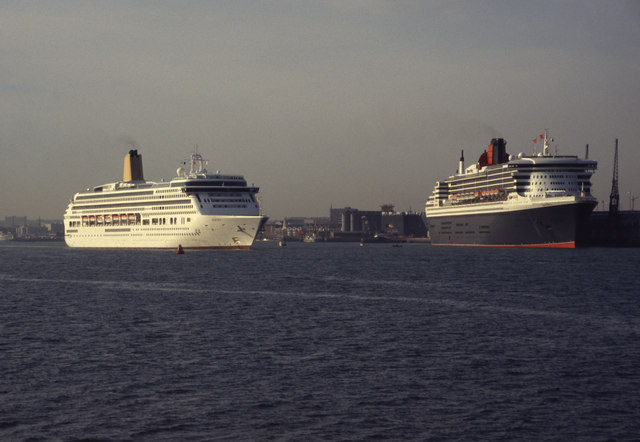
MS Aurora en Queen Mary 2

De Aurora is een cruiseschip van P&O Cruises. Het schip werd gebouwd door Meyer Werft op hun werf in het Duitse Papenburg. Met zijn 76.000 ton is de Aurora het op vier na grootste van de zeven schepen die momenteel in dienst bij P & O Cruises zijn. Het deed officieel zijn intrede bij het bedrijf in april 2000 en werd gedoopt door de prinses van Southampton in het Verenigd Koninkrijk.

## Specificaties

### Algemeen
Aurora is een middelgroot cruiseschip, met een totale lengte van 270,0 meter, een breedte van 32,2 meter en een diepgang van 7,90 meter. Het bruto tonnage is 76.152 en het laadvermogen is 8486 ton. Het schip biedt plaats aan maximaal 1878 passagiers in 939 kajuiten, met een maximumbemanning van 936.

### Aandrijving
Aurora wordt aangedreven door vier MAN B & W 14V48/60-dieselmotoren met een totaal vermogen van 58.800 kilowatt. Deze motoren leveren stroom voor verschillende soorten van schepen en voor de twee STN AEG-voortstuwingsmotoren. De voortstuwingsmotoren sturen twee propellers, met elk een diameter van 5,8 meter. De voortstuwingsmotoren sturen ook drie boegschroeven en een hekschroef. Hierdoor behaalt het schip een snelheid van 24 knopen, hoewel het tijdens proefvaarten een maximumsnelheid van 29 knopen bereikte.

### Ontwerp
Aurora werd gebouwd als een uitgebreide en verbeterde versie van P & O Cruises' Oriana. De hutten van het schip variëren in grootte en faciliteiten. Passagiers kunnen binnen- of buitenhutten boeken, hutten met balkon, suites of een van de twee penthouse-suites. De twee penthouse-suites bevinden zich aan de voorkant van het schip en bieden accommodatie op twee niveaus.

### Faciliteiten
Aurora's faciliteiten variëren van talrijke bars en openbare ruimten tot verschillende andere uitgaansgelegenheden, zoals een bioscoop, een theater, een discotheek en een casino. Het schip heeft ook een spa en een fitnessruimte, en drie zwembaden. Buiten kunnen de passagiers gebruikmaken van een promenadedek of de bovenste dekken. Traditionele spellen zoals shuffleboard en ringwerpen kunnen worden gespeeld, en een tennisbaan en golfsimulator zijn beschikbaar voor de passagiers.

### Eetgelegenheden
Passagiers krijgen een tafel in een van de twee eetzalen van het schip. Passagiers kunnen er ook voor kiezen te dineren in "De Oranjerie", het buffetrestaurant, "De Pennant Grill" of "Café Bordeaux". "Café Bordeaux" is tot stand gekomen in samenwerking met de beroemde chef-kok Marco Pierre White.